# Nda'nda'
Das Nda'nda ist eine der Bamileke-Sprachen.
- Das Hauptverbreitungsgebiet der bantoiden Sprache ist Bazou.
- Die Dialekte sind: Undimeha (Ost-Nda'nda'), Ungameha (Süd- und Ost-Nda'nda') und Batoufam (Unterdialekt des Nda'nda' im Osten)